# ساركي جيرفي
62°20′32″N 30°04′41″E / 62.3423°N 30.07814°E
ساركي جيرفي هي بحيرة متوسطة الحجم تقع في منطقة مستجمعات المياه الرئيسية فووكسي. وهي تقع في منطقة كاريليا الشمالية في فنلندا، على مقربة من الحدود مع روسيا. وهناك 178 بحيرة بهذا الاسم في فنلندا. حيث تعتبر هذه البحيرة هي أكبر منهم.

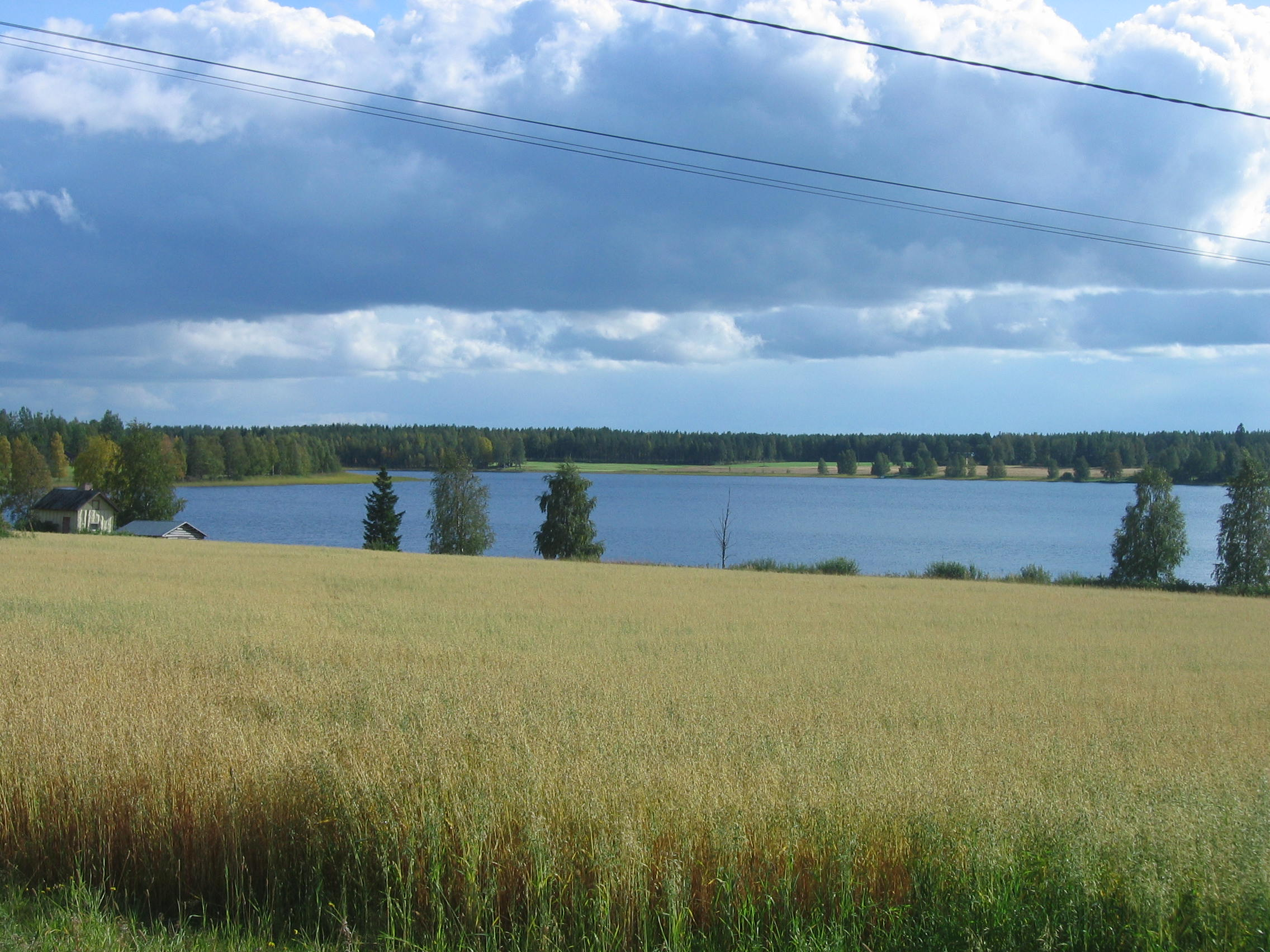
ساركي جيرفي